# Bellator 140
Bellator 140: Lima vs. Koreshkov foi um evento de artes marciais mistas promovido pelo Bellator MMA ocorrido em 17 de julho de 2015 no Mohegan Sun Arena em Uncasville, Connecticut. O evento será transmitido ao vivo na Spike TV nos Estados Unidos.

## Background
O evento teve como luta principal a luta pelo Cinturão Meio Médio do Bellator entre o campeão Douglas Lima e o bicampeão de torneio Andrey Koreshkov.

## Card Oficial
Nota 1 Pelo Cinturão Meio Médio do Bellator.

## Ligações Externas
1. ↑  Nota 1